# Garbatka-Letnisko (gemeente)
De gemeente Garbatka-Letnisko is een landgemeente in het Poolse woiwodschap Mazovië, in powiat Kozienicki.
De zetel van de gemeente is in Garbatka-Letnisko.
Op 30 juni 2004 telde de gemeente 5331 inwoners.

## Oppervlaktegegevens
In 2002 bedroeg de totale oppervlakte van gemeente Garbatka-Letnisko 74,01 km², waarvan:
- bossen 3687 ha (49,82%)
- agrarisch gebied 2342 ha (31,64%)

De gemeente beslaat 8,07% van de totale oppervlakte van de powiat.

## Demografie
Stand op 30 juni 2004:
| Omschrijving                   | Totaal | Totaal | Vrouwen | Vrouwen | Mannen | Mannen |
| ------------------------------ | ------ | ------ | ------- | ------- | ------ | ------ |
| eenheid                        | aantal | %      | aantal  | %       | aantal | %      |
| inwoners                       | 5331   | 100    | 2736    | 51,3    | 2595   | 48,7   |
| bevolkingsdichtheid (inw./km²) | 72     | 72     | 37      | 37      | 35,1   | 35,1   |

In 2002 bedroeg het gemiddelde inkomen per inwoner 1284,13 zł.

## Plaatsen
Anielin, Bąkowiec, Bogucin, Brzustów, Garbatka Długa, Garbatka Nowa, Garbatka-Letnisko, Garbatka-Zbyczyn, Garbatka-Dziewiątka, Molendy, Ponikwa.

## Aangrenzende gemeenten
Gniewoszów, Kozienice, Pionki, Policzna, Sieciechów